# Nötön
Nötön was een Zweeds eiland behorend tot de Pite-archipel. Het is de loop der eeuwen vastgegroeid aan Pitholmen; de contouren van het voormalige eiland zijn nog in het landschap zichtbaar. De postglaciale opheffing is nog niet zover dat delen van de voormalige scheiding permanent onder water staan. Nötön heeft een eigen klein wegennet om de talloze (waarschijnlijk) zomerhuisjes te kunnen bereiken.